# Livio Zanetti
Livio Zanetti (Bolzano, 1924 – Roma, 10 agosto 2000) è stato un giornalista italiano.

## Biografia
Nato da famiglia benestante di origini pavesi, Livio Zanetti, convittore al Collegio Ghislieri di Pavia, si laureò in Filosofia nell'ateneo cittadino. Durante la seconda guerra mondiale, si arruolò nell'esercito della Repubblica Sociale Italiana, militando nei ranghi della Guardia Nazionale Repubblicana, con il grado di tenente. Al termine del conflitto avviò la carriera di insegnante: ottenne alcuni incarichi come supplente e fu docente in un ginnasio. Nel 1953 decise di intraprendere la carriera di giornalista.
Trasferitosi a Milano, entrò nella redazione di Cinema Nuovo, dove conobbe Tullio Kezich. Scrisse in quegli anni un libretto su Marilyn Monroe (1955) molto prima che l'attrice statunitense diventasse famosa. Lavorò poi all'Etas Kompass, fondata da Carlo Caracciolo, al quale chiese di essere trasferito a Roma nel neonato  settimanale L'Espresso. Nel 1957 Livio Zanetti entrò come semplice correttore di bozze, per poi divenire redattore del settimanale romano. In seguito fu inviato prediletto di Arrigo Benedetti (andò in Sardegna per fare reportage sul banditismo; volò in Vietnam a raccontare la guerra) e poi caporedattore: in questa qualità curò i fascicoli dell'Espresso Colore, vere e proprie monografie che venivano allegate al settimanale, che all'epoca usciva in bianco e nero e in formato lenzuolo.
Diventato direttore responsabile nel 1970, Zanetti accompagnò il passaggio dell'Espresso dal formato lenzuolo al tabloid, con impennate nelle tirature che ne fecero uno dei settimanali più letti e più autorevoli d'Europa. L'Espresso fu promotore di diverse battaglie, come quelle sul divorzio (nel 1974) e  sull'aborto nel (1981). Lasciata la direzione del settimanale nel 1984, Zanetti fu per qualche anno presidente dei periodici culturali editi dal Gruppo L'Espresso ed editorialista della Stampa.
Nel 1990 fu chiamato a dirigere il Giornale radio uno della Rai. Negli anni successivi unificò le tre redazioni dei giornali radio dell'ente pubblico. Nel 2000, poco prima di morire, Zanetti stava preparando un grande libro sulla storia dell'Espresso di cui restano lunghi e interessanti colloqui con Carlo Caracciolo, Eugenio Scalfari, Umberto Eco e molti altri.
Grande appassionato lettore di narrativa e di saggi, Livio Zanetti si definiva “uno storico mancato”. Ma Leonardo Sciascia disse di lui che era il più colto dei direttori.

## Opere
L'intensa ed instancabile attività e la passione giornalistica non lasciava molto tempo a Zanetti per scrivere libri. Ne resta comunque uno, dedicato al presidente Sandro Pertini. È un ritratto affettuoso, ma non compiacente, dal titolo Pertini sì, Pertini no (1985).